# Move Your Ass!
Move Your Ass! is een nummer van de Duitse raveband Scooter uit 1995. Het is de tweede single van hun debuutalbum ...and the Beat Goes On!.
Het nummer werd een hit in Europa. In Scooters thuisland Duitsland haalde het de 3e positie. In de Nederlandse Top 40 haalde het de 4e positie, en in de Vlaamse Ultratop 50 de 16e.